# Olaus Petri
För andra betydelser, se Olaus Petri (olika betydelser).

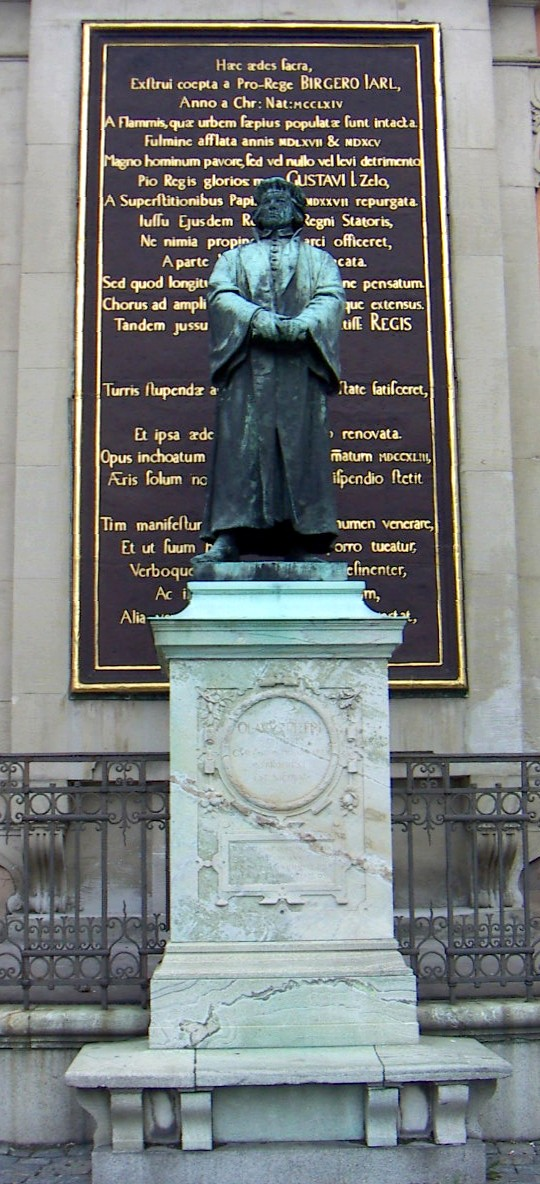
Olaus Petri utanför Storkyrkan i Stockholm, staty av Theodor Lundberg. Han ligger begraven under predikstolen i Storkyrkan.

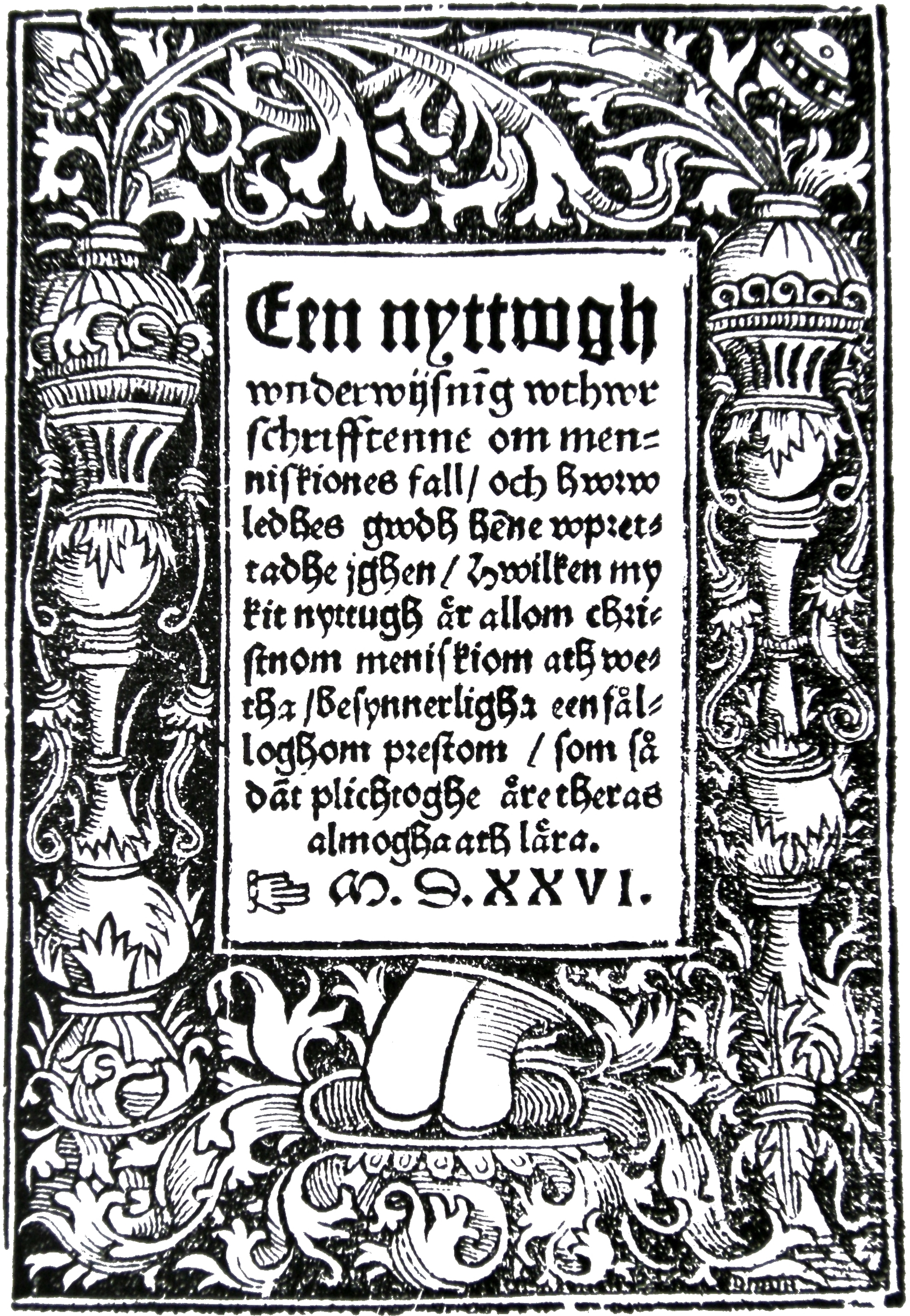
Een nyttwgh wnderwijsning. Utgiven 1526.

Olaus Petri (latinisering av Olof Pettersson), under studietiden med tillnamnet Phase, Mäster Olof, född 6 januari 1493 i Örebro, död 19 april 1552 i Stockholm, var en svensk reformator, humanist och historiker. Han är bland annat känd för att tillsammans med Laurentius Andreæ ha översatt Nya testamentet (1526) till svenska och som kom att ingå i Gustav Vasas bibel.

## Biografi

### Tidiga år
Olaus Petri föddes i Örebro som son till smeden Peter Olofsson och hans hustru Kristina Larsdotter. Efter studier vid Örebro trivialskola och i Uppsala fortsatte Olaus Petri sina studier i Tyskland, där han, efter en kort vistelse i Leipzig hösten 1516 inskrevs vid Wittenbergs universitet med tillnamnet Phase. Han mottog här avgörande intryck från Martin Luther, och promoverades 10 februari 1518 till filosofie magister. Troligen studerade brodern Laurentius Petri Nericius (Lars Pettersson från Närke) här med honom en kortare tid.
Han återvände till Sverige hösten 1518, blev kansler åt biskop Mattias Gregersson (Lillie) i Strängnäs och vigdes av denne till diakon 1520. Efter Stockholms blodbad, vars första offer var Mattias Gregersson och vars död Olaus Petri troligen var ögonvittne till, verkade han som lärare vid domkyrkoskolan i Strängnäs där han snart väckte uppmärksamhet och oro genom sina föreläsningar över Bibeln. Han fick en övertygad anhängare i sin överordnade Laurentius Andreæ och kom genom denne i kontakt med Gustav Vasa, som 1524 kallade honom till Stockholm som stadens sekreterare. Där fick han bland annat vara med om att fälla domar. Han upprördes över att se folk tvingas till bekännelse med hjälp av tortyrredskap av olika slag. Kraftigt talade Olaus Petri mot alla dessa olika pinomedel – 250 år innan tortyren avskaffades i Sverige. "Efter den bekännelse, som en varder pint och plågad till, skall ingen dömas", sade han. "Ty ofta sker, att många bekänna det, som aldrig skedde, för den pinas skull de lida."
När han kom till Stockholm fick han samtidigt rätt att predika i stadskyrkan, vilket blev betydelsefullt för hans arbete för reformationen. Den vann, trots häftigt motstånd, förvånande hastigt framgångar i Stockholm. Olaus Petri förkunnelse beskrevs som rättfram och fri från all teologisk kammarlärdom. "Man känner", uppger hans främste levnadstecknare, "hur de nya tankarna likt sunda havsbrisar stryka fram genom den gamla världsåskådningens kvalm". Han var också fri från religiöst hat och utfall mot oliktänkande – trots all den hätskhet han själv utsattes för från katoliker. Olaus Petris bror, Laurentius Petri berättar om detta: "Den hölls då för den bäste och Gudi kärast, som mest orkade ropa på luteraner, kättare, trosspillare, gudsförrädare och vad för hädelseord, som någon kunde upptänka. Den ene sade, att han ville våga på dem en gammal badstuga, den andre en gammal lada, den tredje så och så många lass ved, så och så mycken tjära, torv, näver o. s. v."
Olaus Petri bröt år 1525 på ett avgörande vis med den katolska kyrkorätten genom att gifta sig med Kristina, en borgardotter från Stockholm. Tillsammans fick de två barn: dottern Elisabeth född 1526 och sonen Reginald född 1527. Äktenskapet väckte uppseende. Biskop Hans Brask skrev genast till kungen och bad denne att "för Guds skull hjälpa detta till rätta", men Gustav Vasa försvarade Petris beslut.

### Författare och kansler
1526 framträdde Olaus Petri även som författare och inledde sin litterära verksamhet med Sveriges första reformatoriska skrift Een nyttwgh wnderwijsning. Den samma år utgivna Thet Nyia testamentit på Swensko var huvudsakligen en översättning av Olaus Petri. 1527 följde Olaus Petris mot Peder Galle riktade Swar påå tolf spörsmål och stridsskriften mot Paulus Heliæ Swar uppå itt ochristerlighit sendebreff. Vid Västerås riksdag 1527 var Olaus Petri närvarande, och då hade reformationen hunnit få ett brett stöd bland befolkningen i staden. 1528 blev Olaus Petris rikaste produktionsår. Han inledde det med en predikan vid Gustav Vasas kröning, och författade även de religiösa skrifterna Een liten boock om sacramenten, Een liten boock i huilko closterleffwerne forclarat warder och Om Gudz ordh och menniskios bodh och stadhgar. Under de följande åren utgavs Een handbock på swensko (1529), Een lijten postilla (1530) som även innehåller En lijten chatechismus samt Then swenska messan (1531). En psalmbok, Swenska songer eller wijsor som Olaus Petri skall ha utgett 1526, finns inte bevarad men är känd genom ett omtryck 1530 och utkom i en utökad utgåva 1536. Som Stockholms stadssekreterare nedskrev han Tenkiebock ifrån 1524 till 1529.
1531 utsågs Olaus Petri till Gustav Vasas kansler, men ådrog sig snart kungens missnöje. Både kungen och Olaus Petri var mycket självständiga och hade svårt att kunna komma överens. Politikens taktik och intrigspel anses inte ha passat Petris personlighet. Han befriades redan 1533 från sin tjänst. Gustav Vasa konstaterade att Olaus Petri passade till kansler lika bra som "en åsna till luteslagare [till att spela på luta]" eller som "en frisisk ko till att spinna silke".
Kungen och Olaus Petri hade helt olika åsikter om hur de pengar som hade beslagtagits från den katolska kyrkan skulle användas. För kungen var det viktigast att fylla statskassan och stärka försvaret för att skydda både riket och den nya tron. För honom var det praktiska och påtagliga resultatet av högsta vikt. Olaus Petri å andra sidan menade att de summor som från början hade skänkts till kyrkan borde användas för religiösa ändamål. De borde användas för att betala lutherska präster i nöd och upprätthålla skolor och universitet, så att landet kunde fostra män som var kapabla att undervisa folket i Guds ord. Laurentius Andreæ delade denna uppfattning.
De följande åren ägnade Olaus Petri dels åt att översätta Gamla testamentet till svenska, dels åt utarbetandet av sin svenska krönika (tryckt första gången i Schriptores rerum succiarum medii ævii, 1818).
Verket utmärktes av en för tiden ovanlig kritisk syn på glorifieringen av Sveriges forntid och dold kritik mot överheten, indirekt riktad mot kungen, vilket i kombination med öppen kritik mot kungen, formulerad 1539 i Emoot the gruffueliga eedher skärptes det redan spända förhållandet mellan dem till en fullständig brytning.  I denna straffpredikan klandrade Olaus Petri överheten för att denna inte gjorde sin plikt och straffade de gräsliga ederna utan tvärtom "själv brukade dem mest".

### I konflikt med kungen
Olaus Petri avhöll sig inte från att i sin svenska krönika yttra sin mening om kungens handlingssätt. Där kritiserades dem "som utan all beskedlighet vilja rappa allt till sig". Nu steg Gustavs vrede till kokpunkten. Olaus Petris bror, ärkebiskop Laurentius Petri, fick motta ett hotfullt kungligt brev med anledning av att det på predikstolarna i Stockholm inte ropades om annat än "tyranner, tyranner och omilt herrskap", fastän Kristus och Paulus hade befallt att predika lydnad. "Predikanter skolen I vara och icke herra", stod det vidare i brevet. Och slutligen hotade kungen med att om prästerna inte förkunnade Guds ord kristligare, så måste han överväga andra medel.
Hotet gick snart i fullbordan. Olaus Petri blev 2 januari 1540 i Örebro, tillsammans med Laurentius Andreæ, dömd till döden för högförräderi. Anklagelsepunkterna var omfattade: att ha författat en krönika kritisk mot kungen, att ha haft kontakter med oroselement bland Stockholms borgerskap, att han skulle ha försökt vädjat om benådning av den dödsdömde förrädaren Gorius Holste och för att ha känt till krutkonspirationen utan att berätta om den. Olaus Petri bestred anklagelserna då åtalspunkterna lästes upp, men sägs i domen utan att ha utsatts för tortyr bekänt att han känt till krutkonspirationen.
Domen omvandlades senare till dryga böter, och Olaus Petri togs sedan åter till nåder. 1542 anförtroddes han inspektoratet över Stockholms skolor och utnämndes 1543 till kyrkoherde i Stockholm. Olaus Petri prästvigdes först 1539 av strängnäsbiskopen Botvid Sunesson. Under dessa senare år ägnade sig Olaus Petri främst åt prästgärningen. Helt upphörde dock inte hans författarskap: 1550 utgav han det första svenska skådespelet, Tobiæ comedia.
Efter Olaus Petris död beordrade Gustav Vasa att hans arkiv och manuskript skulle förstöras. Olaus Petri verkade också som rättsfilosof. Hans bäst kända juridiska verk är Domareregler, som enligt tradition ingår i Sveriges Rikes Lag och i Finlands lag. De trycktes första gången av Ericus Benedicti Schroderus och har sedan 1635 bifogats i tryckta upplagor Sveriges Rikes Lag.
Något porträtt av Olaus Petri är inte bevarat och man vet alltså ingenting om hans utseende. Till det förmodade 400-årsminnet av hans födelse 1893 beställdes en skulptur av honom. Konstnären Teodor Lundbergs staty av Olaus Petri avtäcktes den 6 januari 1898 vid Storkyrkas östgavel – på hans 405-årsdag. Traditionellt uppges att statyn återger pastor primarius Fredrik Fehrs ansikte. Enligt konsthistorikern Carl G. Laurin är detta felaktigt; han berättade hur Lundberg beklagade sig över svårigheten att finna en lämplig modell och att han själv då rådde honom att vända sig till Kungl. Livgardet till häst var manskap ansågs vara det ståtligaste och mest genuint svenska, som något militärt förband ägde. Det var därvid en numera till namnet okänd korpral som stod modell för Olaus Petris ansiktsdrag i statyn.

## Olaus Petri som historiker
Olaus Petri skilde sig i hög grad från sina föregångare inom historiografin, samtidigt som hans arbeten i många avseenden byggde på metoder och traditioner som var arv från antiken och medeltiden. Det som särskiljer honom från tidigare, och i hög grad även samtida historiker, var att han tillämpade en konsekventare källkritik, strängare krav på neutralt återgivande av samtliga aktörer och en bredare analys av kausala förhållanden som han presenterade med ett enkelt och rakt språk. Han skrev på svenska istället för latin, och riktade sig till en krets som omfattade fler än akademiker. Olaus Petri arbetade också med en betydligt mer genomarbetad och systematisk empiri och lade större vikt vid sociala förhållanden och hur dessa påverkade historiska skeden.
Historikerns uppgift enligt Olaus Petri var att återge sanningen i alla dess aspekter, både det bra och det dåliga. Att presentera händelseförlopp som de faktiskt hade skett var en uppgift där historikerns ansvar var inför Gud själv, och eftersom Gud ändå var allvetande och allsmäktig skulle det i slutändan ändå straffa sig att fara ovarsamt fram med sanningen. Höga krav på empiri ställdes och när källorna var för knapphändiga eller otydliga ansåg Olaus Petri att det var bättre att inte spekulera. Hörsägen och muntliga vittnesmål ansåg han vara opålitliga och alldeles för lätt förvanskade för att kunna användas som tillförlitliga källor. Här pekade han tydligt på tidens fördärvande inverkan på minnet och att en berättare aldrig återger en historia exakt som han hört den första gången. Även om medeltida historiker förklarade vissa kausala samband, ansågs det inte vara historikerns uppgift att ställa mer detaljerade frågor om varför något hände, utan att lägga fram en undervisande och gärna förnöjande berättelse. Tolkning av sambanden var något som filosofer och teologer fick ägna sig åt.
Genom sin erfarenhet inom juridik satte Olaus Petri upp krav för historikern som hade tydliga paralleller i de krav som ställs på domare. I sin skrift Domarregler definierade han dessa som god allmänbildning, kunskap om det relevanta målet (eller ämnet), rättvis värdering av vittnesmål (d.v.s. källor), opartiskhet utan att blanda in känslor och en utgångspunkt i att inte döma någon utan säkra bevis. 
Olaus Petri manande allvarligt om domarens ansvar:
| ” | En domare skall först besinna, att han är en Guds befallningsman och det ämbete han förer, det hörer Gudi till och icke honom själv. Och därför skall domaren se sig visligen före, att han icke på Guds vägnar dömer en falsk dom. Desslikes skall han ock besinna, att domarämbetet är till den menige mans bästa insatt och icke för domarens eget bästa. Och därför skall han bruka det den menige man, och icke sig själv, till godo. Ty domaren är för den menige mans skull och icke den menige man för domarens skull. | „ |

Ett särskiljande drag i relation till antika historiker, även om den inte var specifik för just Olaus Petri, var att historien betraktades som linjär, snarare än cyklisk; att tiden en gång satts i rörelse av Gud och vid något tillfälle i framtiden skulle ha ett slut.
På grund av sin anti-romerska övertygelse hade Olaus Petri goda förutsättningar för att bryta med de tidigare etablerade målsättningarna för historiker. Han motsatte sig medeltida idéer om att en källas trovärdighet kunde avgöras genom att den välsignades av högre instanser (d.v.s. kyrkan). Som reformator var Olaus friare att avslöja uppenbara partsinlagor som tidigare ansetts oantastliga för att de uttalats av en högt aktad person. Han tillämpade en mer individualistisk metod, som krävde en större insats från historikern i fråga om forskning och analys. Som ett tydligt exempel bröt han mot en tidigare tradition i beskrivning av kung Magnus Eriksson, som tidigare – baserat på heliga Birgittas skrifter – ansetts som en dålig kung. Här avfärdade Olaus det mesta av kritiken mot kungen genom att framställa Birgittas beskrivning som en partsinlaga utan konkret stöd i annat än uppenbarelser, något Olaus som luthersk reformator i stort betraktade som övertolkade drömmar. Att heliga Birgittas råd varit ignorerade av kungen fann han inte heller vara en rimlig anledning till kritik, eftersom det i hans mening kunde betraktas som ”löst qwinno snack”, en romersk-katolsk mystikers oväsentliga pladder.
Olaus Petri förkastade också den ohöljda stolthet över ett ärorikt, men i grund och botten mytiskt och spekulativt, förflutet som var så vanlig under hans samtid. Den gängse bilden av den svenska förhistorien var att de goter som migrerat genom Europa, bildat kungadömen och senare plundrat Rom, hade kommit från Sverige (se göticism). Olaus Petri ställde sig kritisk till detta dels genom att påpeka bristen på hållbara bevis för detta, dels genom att ifrågasätta glorifieringen av vad han ansåg vara ”en hop skalkar och tyranner som intog andras land och städer, som de inte hade rätt till”. Själv ansåg han att det var bättre att inte ta ställning i frågor där källorna var alltför otydliga eller opålitliga.
Olaus Petris Svenska krönika beslagtogs dock av kungen, och kunde tryckas i sin helhet först 1818.
Olaus Petri är huvudpersonen i August Strindbergs pjäs Mäster Olof. Slutrepliken i prosaupplagan från den dödsdömde Gert Bokpräntare är "Avfälling!" Det är hans utrop till mäster Olof som gjort avbön.

### Psalmer
Han finns representerad i 1986 års psalmbok med två originalverk (nr 33 och 372) och 14 bearbetningar/översättningar (nr 32, 36, 50, 112, 124, 143, 185, 237, 345, 346, 362, 387, 465 och 537).
I 1819 års psalmbok med tillägget Nya Psalmer 1921 finns han representerad med 22 verk (nr 17, 21, 26, 46, 49, 50, 58, 60, 67, 94, 104, 124, 133, 135, 144, 152, 182, 232, 303, 339, 402 och 648).
I Tempeltoner finns julhymnen Beseglat är de trognas hopp med texten bearbetad av Samuel Johan Hedborn och Johan Olof Wallin till musik av A. Törner.
- Beseglat är de trognas hopp Finns på Wikisource.
- Den som vill en kristen heta skriven före 1530
- En jungfru födde ett barn i dag troligen gjort översättningen, 1530  Finns på Wikisource.
- En liknelse ljuvlig och klar
- O Kriste, oss benåda = Kristus, den rätte Herren Finns på Wikisource.
- Förlän oss, Gud, din helga frid = Giv folken fred, giv själen frid
- Guds rena lamm, oskyldig, 1536 Finns på Wikisource.
- Gud över oss förbarmar sig
- Jesus Kristus är vår hälsa, 1530
- Kom, Skaparande, Herre god = Kom, Helge Ande, Herre god, 1536  Finns på Wikisource.
- Låt icke det förtryta dig
- Nu kommen är vår påskafröjd
- Mitt hierta hwij grämer tu tigh, översättning
- O Fader vår, barmhärtig, god 1526 Finns på Wikisource.
- O Gud, du av barmhärtighet = Gud har av sin barmhärtighet Finns på Wikisource.
- O helge Ande, dig vi ber = Dig, Helge Ande, bedja vi, troligen gjort översättningen, 1536
- O Herre Gud din helga Bud
- O Kriste, du som ljuset är, troligen gjort översättningen, 1536 Finns på Wikisource.
- O Jesu Krist, som mandom tog 1526 Finns på Wikisource.
- Säll är den man, som fruktar Gud
- Ur djupen ropar jag till dig = Av djupets nöd, o Gud, till dig Finns på Wikisource.
- O gläd dig Guds församling nu, översatt 1536  Finns på Wikisource.
- Vi på jorden leva här
- Vi tror på en allsmäktig Gud, översatt 1530
- Vår Gud är oss en väldig borg troligen gjort översättningen, 1536 Finns på Wikisource.
- Världens Frälsare kom här översatt 1536 Finns på Wikisource.

### Juridiska skrifter
- Kommentar till stadslagen, senare hälften av 1520-talet
- En liten uttydning på några gamla ord, som finns i lagböckerna och äro nu icke i daglig brukning, omkring 1530
- En liten ingång i lagboken, mitten av 1530-talet
- Domarreglerna, senare hälften av 1530-talet

### Övriga skrifter
- En nyttig undervisning 1526
- Om klosterleverne 1528
- Svenska sånger eller visor 1536
- En svensk krönika 1818

### Samlingar och urval
- Sveriges national-litteratur 1500-1900. 1, Reformationstiden : Olavus Petri, Gustaf II Adolf, Lars Wivallius. Stockholm: Bonnier. 1912. Libris 1188323. https://runeberg.org/snl/1/
- Samlade skrifter. 1-4 / under redaktion af Bengt Hesselman. Upsala: Sveriges kristliga studentrörelses förlag. 1914-1917. Libris 8072209
  -  1. 1914. Libris 8072210. https://litteraturbanken.se/f%C3%B6rfattare/OlausPetri/titlar/SamladeSkrifter1/sida/vii/faksimil
  -  2. 1915. Libris 8072211. https://litteraturbanken.se/f%C3%B6rfattare/OlausPetri/titlar/SamladeSkrifter2/sida/vii/faksimil
  -  3. 1916. Libris 8072212. https://litteraturbanken.se/f%C3%B6rfattare/OlausPetri/titlar/SamladeSkrifter3/sida/vii/faksimil
  -  4. 1917. Libris 8072213. https://litteraturbanken.se/f%C3%B6rfattare/OlausPetri/titlar/SamladeSkrifter4/sida/vii/faksimil